# Nərimanabad (Lənkəran)
Nərimanabad. Lənkəran è un comune dell'Azerbaigian situato nel distretto di Lənkəran.